# الدوري الإيراني الدرجة الثانية 2004–05
الدوري الإيراني الدرجة الثانية 2004–05 هو موسم من الدوري الإيراني الدرجة الثانية. فاز فيه Shahrdari Langarud F.C. ‏.